# Línea 151 (Interurbanos Madrid)

Esquema de dársenas del intercambiador subterráneo de Plaza de Castilla

La línea 151 de la red de autobuses interurbanos de Madrid une la terminal subterránea del intercambiador de plaza de Castilla con Alcobendas.

## Características
Esta línea une a los habitantes del casco antiguo de Alcobendas y la estación de Alcobendas-S.S. de los Reyes (cabecera de la línea C-4a de Cercanías Madrid) directamente con el norte de Madrid y viceversa, con un recorrido que dura aproximadamente 35 minutos entre cabeceras.
Algunas expediciones comienzan o terminan su recorrido en el intercambiador de plaza de Castilla en superficie, puesto que operan en horas en las que la parte subterránea aún no ha abierto para la circulación de autobuses por la mañana o ya ha cerrado por la noche.
Al compartir la dársena 1 en el intercambiador de plaza de Castilla junto con la línea 153, sus horarios están coordinados para que no existan servicios de ambas líneas que salgan a la vez.
Siguiendo la numeración de líneas del CRTM, las líneas que circulan por el corredor 1 son aquellas que dan servicio a los municipios situados en torno a la A-1 y comienzan con un 1. Aquellas numeradas dentro de la decena 150 corresponden a aquellas que circulan por Alcobendas y San Sebastián de los Reyes. Particularmente, los números impares en la decena 150 circulan por Alcobendas y los números pares lo hacen por San Sebastián de los Reyes.
La línea no mantiene los mismos horarios todo el año, desde el 16 al 31 de julio se reducen el número de expediciones los días laborables entre semana (sábados laborables, domingos y festivos tienen los mismos horarios todo el año) y se reducen aún más durante el mes de agosto (también solo los días laborables entre semana), además de los días excepcionales vísperas de festivo y festivos de Navidad en los que los horarios también cambian y se reducen.
Está operada por la empresa Interbus mediante la concesión administrativa VCM-101 - Madrid - Alcobendas - Algete - Tamajón (Viajeros Comunidad de Madrid) del Consorcio Regional de Transportes de Madrid.

### Sublíneas
Aquí se recogen todas las distintas sublíneas que ha tenido la línea 151. La denominación de sublíneas que utiliza el CRTM es la siguiente:
- Número de línea (151)
- Sentido de circulación (1 ida, 2 vuelta)
- Número de sublínea

Por ejemplo, la sublínea 151102 corresponde a la línea 151, sentido 1 (ida) y el número 02 de numeración de sublíneas creadas hasta la fecha.
| Ida    | Ruta | Itinerario                     | Vuelta | Ruta | Itinerario                     |
| 151101 | -    | Madrid - Alcobendas            | 151201 | -    | Alcobendas - Madrid            |
| 151102 | s    | Madrid superficie - Alcobendas | 151202 | s    | Alcobendas - Madrid superficie |

## Horarios

### 1 septiembre - 15 julio
| Lunes a viernes laborables |                     |                     |                     |                     |                     |                     |                     |                     |                     |                     |                     |                     |                     |                     |                     |                     |                     |                     |                     |                     |                     |                     |                     |                     |                     |                     |                     |                     |                     |                     |                     |                     |                     |                     |                     |                     |
| Madrid > Alcobendas        | Madrid > Alcobendas | Madrid > Alcobendas | Madrid > Alcobendas | Madrid > Alcobendas | Madrid > Alcobendas | Madrid > Alcobendas | Madrid > Alcobendas | Madrid > Alcobendas | Madrid > Alcobendas | Madrid > Alcobendas | Madrid > Alcobendas | Madrid > Alcobendas | Madrid > Alcobendas | Madrid > Alcobendas | Madrid > Alcobendas | Madrid > Alcobendas | Madrid > Alcobendas | Alcobendas > Madrid | Alcobendas > Madrid | Alcobendas > Madrid | Alcobendas > Madrid | Alcobendas > Madrid | Alcobendas > Madrid | Alcobendas > Madrid | Alcobendas > Madrid | Alcobendas > Madrid | Alcobendas > Madrid | Alcobendas > Madrid | Alcobendas > Madrid | Alcobendas > Madrid | Alcobendas > Madrid | Alcobendas > Madrid | Alcobendas > Madrid | Alcobendas > Madrid | Alcobendas > Madrid | Alcobendas > Madrid |
| 06                         | 07                  | 08                  | 09                  | 10                  | 11                  | 12                  | 13                  | 14                  | 15                  | 16                  | 17                  | 18                  | 19                  | 20                  | 21                  | 22                  | 23                  | 05                  | 06                  | 07                  | 08                  | 09                  | 10                  | 11                  | 12                  | 13                  | 14                  | 15                  | 16                  | 17                  | 18                  | 19                  | 20                  | 21                  | 22                  | 23                  |
| 00 20 40                   | 00 20 40            | 00 20 40            | 00 20 40            | 00 20 40            | 00 20 40            | 00 20 40            | 00 20 40            | 00 20 40            | 00 20 40            | 00 20 40            | 00 20 40            | 00 20 40            | 00 20 40            | 00 30               | 00 30               | 00 30               | 00 40               | 30                  | 00 20 30 50         | 10 30 50            | 10 30 50            | 10 30 50            | 10 30 50            | 10 30 50            | 10 30 50            | 10 30 50            | 10 30 50            | 10 30 50            | 10 30 50            | 10 30 50            | 10 30 50            | 10 30               | 00 30               | 00 30               | 00 30               | 00 30               |
| Todo el año                |                     |                     |                     |                     |                     |                     |                     |                     |                     |                     |                     |                     |                     |                     |                     |                     |                     |                     |                     |                     |                     |                     |                     |                     |                     |                     |                     |                     |                     |                     |                     |                     |                     |                     |                     |                     |
| Sábados laborables         |                     |                     |                     |                     |                     |                     |                     |                     |                     |                     |                     |                     |                     |                     |                     |                     |                     |                     |                     |                     |                     |                     |                     |                     |                     |                     |                     |                     |                     |                     |                     |                     |                     |                     |                     |                     |
| Madrid > Alcobendas        | Madrid > Alcobendas | Madrid > Alcobendas | Madrid > Alcobendas | Madrid > Alcobendas | Madrid > Alcobendas | Madrid > Alcobendas | Madrid > Alcobendas | Madrid > Alcobendas | Madrid > Alcobendas | Madrid > Alcobendas | Madrid > Alcobendas | Madrid > Alcobendas | Madrid > Alcobendas | Madrid > Alcobendas | Madrid > Alcobendas | Madrid > Alcobendas | Madrid > Alcobendas | Alcobendas > Madrid | Alcobendas > Madrid | Alcobendas > Madrid | Alcobendas > Madrid | Alcobendas > Madrid | Alcobendas > Madrid | Alcobendas > Madrid | Alcobendas > Madrid | Alcobendas > Madrid | Alcobendas > Madrid | Alcobendas > Madrid | Alcobendas > Madrid | Alcobendas > Madrid | Alcobendas > Madrid | Alcobendas > Madrid | Alcobendas > Madrid | Alcobendas > Madrid | Alcobendas > Madrid | Alcobendas > Madrid |
| 06                         | 07                  | 08                  | 09                  | 10                  | 11                  | 12                  | 13                  | 14                  | 15                  | 16                  | 17                  | 18                  | 19                  | 20                  | 21                  | 22                  | 23                  | 05                  | 06                  | 07                  | 08                  | 09                  | 10                  | 11                  | 12                  | 13                  | 14                  | 15                  | 16                  | 17                  | 18                  | 19                  | 20                  | 21                  | 22                  | 23                  |
| 20                         | 10 40               | 10 40               | 10 40               | 10 40               | 10 40               | 10 40               | 10 40               | 10 20 40            | 10 40               | 10 40               | 10 40               | 10 40               | 10 40               | 10 40               | 10 40               | 10 40               | 10                  | 55                  | 25 35               | 05 35               | 05 35               | 05 35               | 05 35               | 05 35               | 05 35               | 05 35               | 05 35               | 05 35               | 05 35               | 05 35               | 05 35               | 05 35               | 05 35               | 05 35               | 05 35               | 05 35               |
| Todo el año                |                     |                     |                     |                     |                     |                     |                     |                     |                     |                     |                     |                     |                     |                     |                     |                     |                     |                     |                     |                     |                     |                     |                     |                     |                     |                     |                     |                     |                     |                     |                     |                     |                     |                     |                     |                     |
| Domingos y festivos        |                     |                     |                     |                     |                     |                     |                     |                     |                     |                     |                     |                     |                     |                     |                     |                     |                     |                     |                     |                     |                     |                     |                     |                     |                     |                     |                     |                     |                     |                     |                     |                     |                     |                     |                     |                     |
| Madrid > Alcobendas        | Madrid > Alcobendas | Madrid > Alcobendas | Madrid > Alcobendas | Madrid > Alcobendas | Madrid > Alcobendas | Madrid > Alcobendas | Madrid > Alcobendas | Madrid > Alcobendas | Madrid > Alcobendas | Madrid > Alcobendas | Madrid > Alcobendas | Madrid > Alcobendas | Madrid > Alcobendas | Madrid > Alcobendas | Madrid > Alcobendas | Madrid > Alcobendas | Madrid > Alcobendas | Alcobendas > Madrid | Alcobendas > Madrid | Alcobendas > Madrid | Alcobendas > Madrid | Alcobendas > Madrid | Alcobendas > Madrid | Alcobendas > Madrid | Alcobendas > Madrid | Alcobendas > Madrid | Alcobendas > Madrid | Alcobendas > Madrid | Alcobendas > Madrid | Alcobendas > Madrid | Alcobendas > Madrid | Alcobendas > Madrid | Alcobendas > Madrid | Alcobendas > Madrid | Alcobendas > Madrid | Alcobendas > Madrid |
| 06                         | 07                  | 08                  | 09                  | 10                  | 11                  | 12                  | 13                  | 14                  | 15                  | 16                  | 17                  | 18                  | 19                  | 20                  | 21                  | 22                  | 23                  | 05                  | 06                  | 07                  | 08                  | 09                  | 10                  | 11                  | 12                  | 13                  | 14                  | 15                  | 16                  | 17                  | 18                  | 19                  | 20                  | 21                  | 22                  | 23                  |
| 20                         | 10                  | 10                  | 10                  | 10                  | 10 40               | 10 40               | 10 40               | 10 20 40            | 10 40               | 10 40               | 10 40               | 10 40               | 10 40               | 10 40               | 10 40               | 10 40               | 10                  | 55                  | 35                  | 35                  | 35                  | 35                  | 35                  | 05 35               | 05 35               | 05 35               | 05 35               | 05 35               | 05 35               | 05 35               | 05 35               | 05 35               | 05 35               | 05 35               | 05 35               | 05 35               |
| Desde/hasta superficie     |                     |                     |                     |                     |                     |                     |                     |                     |                     |                     |                     |                     |                     |                     |                     |                     |                     |                     |                     |                     |                     |                     |                     |                     |                     |                     |                     |                     |                     |                     |                     |                     |                     |                     |                     |                     |

### 16 - 31 julio
| Lunes a viernes laborables |                     |                     |                     |                     |                     |                     |                     |                     |                     |                     |                     |                     |                     |                     |                     |                     |                     |                     |                     |                     |                     |                     |                     |                     |                     |                     |                     |                     |                     |                     |                     |                     |                     |                     |                     |                     |
| Madrid > Alcobendas        | Madrid > Alcobendas | Madrid > Alcobendas | Madrid > Alcobendas | Madrid > Alcobendas | Madrid > Alcobendas | Madrid > Alcobendas | Madrid > Alcobendas | Madrid > Alcobendas | Madrid > Alcobendas | Madrid > Alcobendas | Madrid > Alcobendas | Madrid > Alcobendas | Madrid > Alcobendas | Madrid > Alcobendas | Madrid > Alcobendas | Madrid > Alcobendas | Madrid > Alcobendas | Alcobendas > Madrid | Alcobendas > Madrid | Alcobendas > Madrid | Alcobendas > Madrid | Alcobendas > Madrid | Alcobendas > Madrid | Alcobendas > Madrid | Alcobendas > Madrid | Alcobendas > Madrid | Alcobendas > Madrid | Alcobendas > Madrid | Alcobendas > Madrid | Alcobendas > Madrid | Alcobendas > Madrid | Alcobendas > Madrid | Alcobendas > Madrid | Alcobendas > Madrid | Alcobendas > Madrid | Alcobendas > Madrid |
| 06                         | 07                  | 08                  | 09                  | 10                  | 11                  | 12                  | 13                  | 14                  | 15                  | 16                  | 17                  | 18                  | 19                  | 20                  | 21                  | 22                  | 23                  | 05                  | 06                  | 07                  | 08                  | 09                  | 10                  | 11                  | 12                  | 13                  | 14                  | 15                  | 16                  | 17                  | 18                  | 19                  | 20                  | 21                  | 22                  | 23                  |
| 00 25 50                   | 15 40               | 05 30 55            | 20 45               | 10 35               | 00 25 50            | 15 40               | 05 30 55            | 20 45               | 10 35               | 00 25 50            | 15 40               | 05 30 55            | 20 45               | 10 35               | 00 25 50            | 15 40               | 05 30 55            | 30 55               | 30 55               | 20 45               | 10 35               | 00 25 50            | 15 40               | 05 30 55            | 20 45               | 10 35               | 00 25 50            | 15 40               | 05 30 55            | 20 45               | 10 35               | 00 25 50            | 15 40               | 05 30 55            | 20 45               | 10 35               |
| Todo el año                |                     |                     |                     |                     |                     |                     |                     |                     |                     |                     |                     |                     |                     |                     |                     |                     |                     |                     |                     |                     |                     |                     |                     |                     |                     |                     |                     |                     |                     |                     |                     |                     |                     |                     |                     |                     |
| Sábados laborables         |                     |                     |                     |                     |                     |                     |                     |                     |                     |                     |                     |                     |                     |                     |                     |                     |                     |                     |                     |                     |                     |                     |                     |                     |                     |                     |                     |                     |                     |                     |                     |                     |                     |                     |                     |                     |
| Madrid > Alcobendas        | Madrid > Alcobendas | Madrid > Alcobendas | Madrid > Alcobendas | Madrid > Alcobendas | Madrid > Alcobendas | Madrid > Alcobendas | Madrid > Alcobendas | Madrid > Alcobendas | Madrid > Alcobendas | Madrid > Alcobendas | Madrid > Alcobendas | Madrid > Alcobendas | Madrid > Alcobendas | Madrid > Alcobendas | Madrid > Alcobendas | Madrid > Alcobendas | Madrid > Alcobendas | Alcobendas > Madrid | Alcobendas > Madrid | Alcobendas > Madrid | Alcobendas > Madrid | Alcobendas > Madrid | Alcobendas > Madrid | Alcobendas > Madrid | Alcobendas > Madrid | Alcobendas > Madrid | Alcobendas > Madrid | Alcobendas > Madrid | Alcobendas > Madrid | Alcobendas > Madrid | Alcobendas > Madrid | Alcobendas > Madrid | Alcobendas > Madrid | Alcobendas > Madrid | Alcobendas > Madrid | Alcobendas > Madrid |
| 06                         | 07                  | 08                  | 09                  | 10                  | 11                  | 12                  | 13                  | 14                  | 15                  | 16                  | 17                  | 18                  | 19                  | 20                  | 21                  | 22                  | 23                  | 05                  | 06                  | 07                  | 08                  | 09                  | 10                  | 11                  | 12                  | 13                  | 14                  | 15                  | 16                  | 17                  | 18                  | 19                  | 20                  | 21                  | 22                  | 23                  |
| 20                         | 10 40               | 10 40               | 10 40               | 10 40               | 10 40               | 10 40               | 10 40               | 10 20 40            | 10 40               | 10 40               | 10 40               | 10 40               | 10 40               | 10 40               | 10 40               | 10 40               | 10                  | 55                  | 25 35               | 05 35               | 05 35               | 05 35               | 05 35               | 05 35               | 05 35               | 05 35               | 05 35               | 05 35               | 05 35               | 05 35               | 05 35               | 05 35               | 05 35               | 05 35               | 05 35               | 05 35               |
| Todo el año                |                     |                     |                     |                     |                     |                     |                     |                     |                     |                     |                     |                     |                     |                     |                     |                     |                     |                     |                     |                     |                     |                     |                     |                     |                     |                     |                     |                     |                     |                     |                     |                     |                     |                     |                     |                     |
| Domingos y festivos        |                     |                     |                     |                     |                     |                     |                     |                     |                     |                     |                     |                     |                     |                     |                     |                     |                     |                     |                     |                     |                     |                     |                     |                     |                     |                     |                     |                     |                     |                     |                     |                     |                     |                     |                     |                     |
| Madrid > Alcobendas        | Madrid > Alcobendas | Madrid > Alcobendas | Madrid > Alcobendas | Madrid > Alcobendas | Madrid > Alcobendas | Madrid > Alcobendas | Madrid > Alcobendas | Madrid > Alcobendas | Madrid > Alcobendas | Madrid > Alcobendas | Madrid > Alcobendas | Madrid > Alcobendas | Madrid > Alcobendas | Madrid > Alcobendas | Madrid > Alcobendas | Madrid > Alcobendas | Madrid > Alcobendas | Alcobendas > Madrid | Alcobendas > Madrid | Alcobendas > Madrid | Alcobendas > Madrid | Alcobendas > Madrid | Alcobendas > Madrid | Alcobendas > Madrid | Alcobendas > Madrid | Alcobendas > Madrid | Alcobendas > Madrid | Alcobendas > Madrid | Alcobendas > Madrid | Alcobendas > Madrid | Alcobendas > Madrid | Alcobendas > Madrid | Alcobendas > Madrid | Alcobendas > Madrid | Alcobendas > Madrid | Alcobendas > Madrid |
| 06                         | 07                  | 08                  | 09                  | 10                  | 11                  | 12                  | 13                  | 14                  | 15                  | 16                  | 17                  | 18                  | 19                  | 20                  | 21                  | 22                  | 23                  | 05                  | 06                  | 07                  | 08                  | 09                  | 10                  | 11                  | 12                  | 13                  | 14                  | 15                  | 16                  | 17                  | 18                  | 19                  | 20                  | 21                  | 22                  | 23                  |
| 20                         | 10                  | 10                  | 10                  | 10                  | 10 40               | 10 40               | 10 40               | 10 20 40            | 10 40               | 10 40               | 10 40               | 10 40               | 10 40               | 10 40               | 10 40               | 10 40               | 10                  | 55                  | 35                  | 35                  | 35                  | 35                  | 35                  | 05 35               | 05 35               | 05 35               | 05 35               | 05 35               | 05 35               | 05 35               | 05 35               | 05 35               | 05 35               | 05 35               | 05 35               | 05 35               |
| Desde/hasta superficie     |                     |                     |                     |                     |                     |                     |                     |                     |                     |                     |                     |                     |                     |                     |                     |                     |                     |                     |                     |                     |                     |                     |                     |                     |                     |                     |                     |                     |                     |                     |                     |                     |                     |                     |                     |                     |

### 1 - 31 agosto
| Lunes a viernes laborables |                     |                     |                     |                     |                     |                     |                     |                     |                     |                     |                     |                     |                     |                     |                     |                     |                     |                     |                     |                     |                     |                     |                     |                     |                     |                     |                     |                     |                     |                     |                     |                     |                     |                     |                     |                     |
| Madrid > Alcobendas        | Madrid > Alcobendas | Madrid > Alcobendas | Madrid > Alcobendas | Madrid > Alcobendas | Madrid > Alcobendas | Madrid > Alcobendas | Madrid > Alcobendas | Madrid > Alcobendas | Madrid > Alcobendas | Madrid > Alcobendas | Madrid > Alcobendas | Madrid > Alcobendas | Madrid > Alcobendas | Madrid > Alcobendas | Madrid > Alcobendas | Madrid > Alcobendas | Madrid > Alcobendas | Alcobendas > Madrid | Alcobendas > Madrid | Alcobendas > Madrid | Alcobendas > Madrid | Alcobendas > Madrid | Alcobendas > Madrid | Alcobendas > Madrid | Alcobendas > Madrid | Alcobendas > Madrid | Alcobendas > Madrid | Alcobendas > Madrid | Alcobendas > Madrid | Alcobendas > Madrid | Alcobendas > Madrid | Alcobendas > Madrid | Alcobendas > Madrid | Alcobendas > Madrid | Alcobendas > Madrid | Alcobendas > Madrid |
| 06                         | 07                  | 08                  | 09                  | 10                  | 11                  | 12                  | 13                  | 14                  | 15                  | 16                  | 17                  | 18                  | 19                  | 20                  | 21                  | 22                  | 23                  | 05                  | 06                  | 07                  | 08                  | 09                  | 10                  | 11                  | 12                  | 13                  | 14                  | 15                  | 16                  | 17                  | 18                  | 19                  | 20                  | 21                  | 22                  | 23                  |
| 00 30                      | 00 30               | 00 30               | 00 30               | 00 30               | 00 30               | 00 30               | 00 30               | 00 30               | 00 30               | 00 30               | 00 30               | 00 30               | 00 30               | 00 30               | 00 30               | 00 30               | 00 30 55            | 30                  | 05 35               | 05 35               | 05 35               | 05 35               | 05 35               | 05 35               | 05 35               | 05 35               | 05 35               | 05 35               | 05 35               | 05 35               | 05 35               | 05 35               | 05 35               | 05 35               | 05 35               | 05 35               |
| Todo el año                |                     |                     |                     |                     |                     |                     |                     |                     |                     |                     |                     |                     |                     |                     |                     |                     |                     |                     |                     |                     |                     |                     |                     |                     |                     |                     |                     |                     |                     |                     |                     |                     |                     |                     |                     |                     |
| Sábados laborables         |                     |                     |                     |                     |                     |                     |                     |                     |                     |                     |                     |                     |                     |                     |                     |                     |                     |                     |                     |                     |                     |                     |                     |                     |                     |                     |                     |                     |                     |                     |                     |                     |                     |                     |                     |                     |
| Madrid > Alcobendas        | Madrid > Alcobendas | Madrid > Alcobendas | Madrid > Alcobendas | Madrid > Alcobendas | Madrid > Alcobendas | Madrid > Alcobendas | Madrid > Alcobendas | Madrid > Alcobendas | Madrid > Alcobendas | Madrid > Alcobendas | Madrid > Alcobendas | Madrid > Alcobendas | Madrid > Alcobendas | Madrid > Alcobendas | Madrid > Alcobendas | Madrid > Alcobendas | Madrid > Alcobendas | Alcobendas > Madrid | Alcobendas > Madrid | Alcobendas > Madrid | Alcobendas > Madrid | Alcobendas > Madrid | Alcobendas > Madrid | Alcobendas > Madrid | Alcobendas > Madrid | Alcobendas > Madrid | Alcobendas > Madrid | Alcobendas > Madrid | Alcobendas > Madrid | Alcobendas > Madrid | Alcobendas > Madrid | Alcobendas > Madrid | Alcobendas > Madrid | Alcobendas > Madrid | Alcobendas > Madrid | Alcobendas > Madrid |
| 06                         | 07                  | 08                  | 09                  | 10                  | 11                  | 12                  | 13                  | 14                  | 15                  | 16                  | 17                  | 18                  | 19                  | 20                  | 21                  | 22                  | 23                  | 05                  | 06                  | 07                  | 08                  | 09                  | 10                  | 11                  | 12                  | 13                  | 14                  | 15                  | 16                  | 17                  | 18                  | 19                  | 20                  | 21                  | 22                  | 23                  |
| 20                         | 10 40               | 10 40               | 10 40               | 10 40               | 10 40               | 10 40               | 10 40               | 10 20 40            | 10 40               | 10 40               | 10 40               | 10 40               | 10 40               | 10 40               | 10 40               | 10 40               | 10                  | 55                  | 25 35               | 05 35               | 05 35               | 05 35               | 05 35               | 05 35               | 05 35               | 05 35               | 05 35               | 05 35               | 05 35               | 05 35               | 05 35               | 05 35               | 05 35               | 05 35               | 05 35               | 05 35               |
| Todo el año                |                     |                     |                     |                     |                     |                     |                     |                     |                     |                     |                     |                     |                     |                     |                     |                     |                     |                     |                     |                     |                     |                     |                     |                     |                     |                     |                     |                     |                     |                     |                     |                     |                     |                     |                     |                     |
| Domingos y festivos        |                     |                     |                     |                     |                     |                     |                     |                     |                     |                     |                     |                     |                     |                     |                     |                     |                     |                     |                     |                     |                     |                     |                     |                     |                     |                     |                     |                     |                     |                     |                     |                     |                     |                     |                     |                     |
| Madrid > Alcobendas        | Madrid > Alcobendas | Madrid > Alcobendas | Madrid > Alcobendas | Madrid > Alcobendas | Madrid > Alcobendas | Madrid > Alcobendas | Madrid > Alcobendas | Madrid > Alcobendas | Madrid > Alcobendas | Madrid > Alcobendas | Madrid > Alcobendas | Madrid > Alcobendas | Madrid > Alcobendas | Madrid > Alcobendas | Madrid > Alcobendas | Madrid > Alcobendas | Madrid > Alcobendas | Alcobendas > Madrid | Alcobendas > Madrid | Alcobendas > Madrid | Alcobendas > Madrid | Alcobendas > Madrid | Alcobendas > Madrid | Alcobendas > Madrid | Alcobendas > Madrid | Alcobendas > Madrid | Alcobendas > Madrid | Alcobendas > Madrid | Alcobendas > Madrid | Alcobendas > Madrid | Alcobendas > Madrid | Alcobendas > Madrid | Alcobendas > Madrid | Alcobendas > Madrid | Alcobendas > Madrid | Alcobendas > Madrid |
| 06                         | 07                  | 08                  | 09                  | 10                  | 11                  | 12                  | 13                  | 14                  | 15                  | 16                  | 17                  | 18                  | 19                  | 20                  | 21                  | 22                  | 23                  | 05                  | 06                  | 07                  | 08                  | 09                  | 10                  | 11                  | 12                  | 13                  | 14                  | 15                  | 16                  | 17                  | 18                  | 19                  | 20                  | 21                  | 22                  | 23                  |
| 20                         | 10                  | 10                  | 10                  | 10                  | 10 40               | 10 40               | 10 40               | 10 20 40            | 10 40               | 10 40               | 10 40               | 10 40               | 10 40               | 10 40               | 10 40               | 10 40               | 10                  | 55                  | 35                  | 35                  | 35                  | 35                  | 35                  | 05 35               | 05 35               | 05 35               | 05 35               | 05 35               | 05 35               | 05 35               | 05 35               | 05 35               | 05 35               | 05 35               | 05 35               | 05 35               |
| Desde/hasta superficie     |                     |                     |                     |                     |                     |                     |                     |                     |                     |                     |                     |                     |                     |                     |                     |                     |                     |                     |                     |                     |                     |                     |                     |                     |                     |                     |                     |                     |                     |                     |                     |                     |                     |                     |                     |                     |

## Recorrido y paradas

### Sentido Alcobendas
La línea inicia su recorrido en el intercambiador subterráneo de plaza de Castilla, en la dársena 1 (los servicios que parten desde la superficie del intercambiador de plaza de Castilla lo hacen desde la dársena 44), en este punto se establece correspondencia con todas las líneas de los corredores 1 y 7 con cabecera en el intercambiador de plaza de Castilla. En la superficie efectúan parada varias líneas urbanas con las que tiene correspondencia, y a través de pasillos subterráneos enlaza con las líneas 1, 9 y 10 del Metro de Madrid.
Tras abandonar los túneles del intercambiador subterráneo, la línea sale al paseo de la Castellana, donde tiene una primera parada frente al Hospital La Paz (subida de viajeros). A partir de aquí sale por la M-30 hasta el nudo de Manoteras y toma la vía de servicio de la A-1.
En la vía de servicio tiene 5 paradas que prestan servicio al área industrial y empresarial de la A-1 hasta llegar al km. 16, donde toma la salida en dirección a Alcobendas y se adentra en el casco urbano.
Dentro del casco urbano de Alcobendas, circula por la avenida Olímpica (2 paradas), la calle de Francisca Delgado (sin paradas) y el bulevar de Salvador Allende (sin paradas) hasta llegar a la rotonda de Moscatelares. En ella toma la calle de Mariano Sebastián Izuel (1 parada), que recorre entera desembocando en la calle de la Marquesa Viuda de Aldama (1 parada). Al final de la calle de la Marquesa Viuda de Aldama circula brevemente por la calle de la Libertad (sin paradas) e inmediatamente gira a la derecha por la calle del Marqués de la Valdavia (3 paradas), por la que sube hasta la intersección con la avenida de España (3 paradas), girando por esta a la derecha.
La línea circula a continuación por esta avenida, teniendo su cabecera junto a la estación de ferrocarril.
| Código                                                                                             | Zona | Localidad  | Denominación                                                             | Ubicación                                        | Líneas de la parada | Metro / Cercanías                     |
| -------------------------------------------------------------------------------------------------- | ---- | ---------- | ------------------------------------------------------------------------ | ------------------------------------------------ | --- | ------------------------------------- |
| 17472A                                                                                             |      | Madrid     | Intercambiador de plaza de Castilla - Dársena 1                          | Avenida de Asturias Nº2                          | 151 153 | Plaza de Castilla                     |
| Cabecera de las expediciones que salen desde la superficie del intercambiador de plaza de Castilla |      |            |                                                                          |                                                  | |                                       |
| 18074C                                                                                             |      | Madrid     | Intercambiador de plaza de Castilla - Dársena 44                         | Paseo de la Castellana Nº195                     | 107 151 155 876 N101 | Plaza de Castilla                     |
| Paradas del itinerario normal                                                                      |      |            |                                                                          |                                                  | |                                       |
| 3253                                                                                               |      | Madrid     | Paseo de la Castellana - Hospital La Paz                                 | Paseo de la Castellana Nº304 - Acceso Nudo Norte | 173 174 176 151 152C 153 154C 155 155B 156 157 157C 159 161 171 181 182 183 184 185 191S 193S 194S 195S 196S 197S N101 N102 N103 N104S | Begoña                                |
| 3566                                                                                               |      | Madrid     | Avenida de Burgos - Avenida de Manoteras                                 | Avenida de Burgos km. 9,6                        | 173 176 151 154C |                                       |
| 3261                                                                                               |      | Madrid     | Avenida de Burgos - Avenida de Francisco Pi y Margall                    | Avenida de Burgos km. 10,3                       | 173 174 176 151 152C 153 154C 155 155B 156 157 157C 159 161 171 181 182 183 184 185 N101 N102 N103                                     |                                       |
| 06686                                                                                              |      | Madrid     | Avenida de Burgos - Centro Comercial Sanchinarro                         | Avenida de Burgos Nº133                          | 151 152C 153 154C 155 156 157 157C 158 159 161 171 181 182 183 184 185 N101 N102 N103                                                  |                                       |
| 06687                                                                                              |      | Madrid     | Avenida de Burgos - Dominicos                                            | Avenida de Burgos km. 11,3                       | 151 152C 153 154C 155 156 157 157C 158 159 161 171 181 182 183 184 185 N101 N102 N103                                                  |                                       |
| 06689                                                                                              |      | Alcobendas | Carretera A-1 - Calle de Cuesta Blanca                                   | Carretera de Irún km. 13,7                       | 151 152C 153 154C 156 158 159 161 171 181 182 183 184 185 N101 N102 N103                                                               |                                       |
| 06690                                                                                              |      | Alcobendas | Carretera de Irún - Concesionario                                        | Carretera de Irún km. 14,7                       | 151 152C 153 154 154C 156 157 158 161 N103                                                                                             |                                       |
| 06691                                                                                              |      | Alcobendas | Avenida Olímpica - Centro Comercial La Vega                              | Avenida Olímpica Nº9                             | 151 152C 153 154 154C 156 158 161 171 N103                                                                                             |                                       |
| 06692                                                                                              |      | Alcobendas | Avenida Olímpica - Pabellón deportivo                                    | Avenida Olímpica Nº3A                            | 151 152C 153 154 154C 156 158 161 171 181 182 183 191S 193S 194S 195S 196S 197S N103 N104S VAC-242S                                    |                                       |
| 07236                                                                                              |      | Alcobendas | Avenida de España - Calle de Mariano Sebastián Izuel                     | Avenida de España Nº72                           | 151 153 158 180 827 828 N101 N102 2 5 10                                                                                               |                                       |
| 06755                                                                                              |      | Alcobendas | Calle de la Marquesa Viuda de Aldama - Calle de Nuestra Señora del Pilar | Calle de la Marquesa Viuda de Aldama Nº14        | 151 152C 153 154 154C 156 158 161 171 827 828 N101 2 5 10                                                                              |                                       |
| 06756                                                                                              |      | Alcobendas | Calle del Marqués de la Valdavia - Calle de Ramón Fernández Guisasola    | Calle del Marqués de la Valdavia Nº20            | 151 153 158 827 828 N101 2 5 10 | Marqués de la Valdavia                |
| 06758                                                                                              |      | Alcobendas | Calle del Marqués de la Valdavia - Calle de Nemesio de Castro            | Calle del Marqués de la Valdavia Nº44            | 151 153 158 827 828 N101 2 5 10 |                                       |
| 06759                                                                                              |      | Alcobendas | Calle del Marqués de la Valdavia - Avenida de España                     | Calle del Marqués de la Valdavia Nº88            | 151 153 158 827 828 N101 2 5 10 |                                       |
| 06763                                                                                              |      | Alcobendas | Avenida de España - Ayuntamiento                                         | Avenida de España Nº34                           | 151 158 827 828 2 10 |                                       |
| 15318                                                                                              |      | Alcobendas | Avenida de España - Centro de salud                                      | Avenida de España Nº23                           | 151 11 |                                       |
| 10614                                                                                              |      | Alcobendas | Avenida de España - Estación de Alcobendas-San Sebastián de los Reyes    | Avenida de España Nº52                           | 10614 A 180 191 193 9 11 10614 B 151 158 827 828 N101 2                                                                                | Alcobendas-San Sebastián de los Reyes |
| Notas: S Sólo permite la subida de viajeros                                                        |      |            |                                                                          |                                                  | |                                       |

### Sentido Madrid (Plaza de Castilla)
El recorrido en sentido Madrid es igual al de ida pero en sentido contrario excepto en determinados puntos:
- La parada 15318 - Avenida de España - Centro de salud no tiene pareja para las expediciones de vuelta.
- Circula por la calle de la Libertad antes de salir a la vía de servicio de la A-1.
- La parada 06690 - Carretera de Irún - Concesionario no tiene pareja para las expediciones de vuelta.
- En la vía de servicio de la A-1 realiza adicionalmente la parada 06864 - Carretera A-1 - El Encinar de los Reyes. La pareja de la parada 06864 no se realiza a la ida.

| Código                                                                                             | Zona | Localidad  | Denominación                                                          | Ubicación                                  | Líneas de la parada | Metro / Cercanías                     |
| -------------------------------------------------------------------------------------------------- | ---- | ---------- | --------------------------------------------------------------------- | ------------------------------------------ | --- | ------------------------------------- |
| 10614                                                                                              |      | Alcobendas | Avenida de España - Estación de Alcobendas-San Sebastián de los Reyes | Avenida de España Nº52                     | 10614 A 180 191 193 9 11 10614 B 151 158 827 828 N101 2                                                                | Alcobendas-San Sebastián de los Reyes |
| 06762                                                                                              |      | Alcobendas | Avenida de España - Ayuntamiento                                      | Avenida de España Nº34                     | 151 158 827A 5 |                                       |
| 06766                                                                                              |      | Alcobendas | Calle del Marqués de la Valdavia - Avenida de España                  | Calle del Marqués de la Valdavia Nº69      | 151 153 158 5 |                                       |
| 06767                                                                                              |      | Alcobendas | Calle del Marqués de la Valdavia - Calle de las Islas Bikini          | Calle del Marqués de la Valdavia Nº37      | 151 153 158 5 | Marqués de la Valdavia                |
| 06768                                                                                              |      | Alcobendas | Calle de la Libertad - Calle de Julián Baena de Castro                | Calle de la Libertad Nº26                  | 06768 A 154 158 171 06768 B 152C 154C 161 N101 5 06768 C 151 153 156                                                   |                                       |
| 06863                                                                                              |      | Alcobendas | Carretera A-1 - Calle de Cuesta Blanca                                | Carretera de Irún km. 14,2                 | 151 152C 153 154C 156 158 159 161 171 181 182 183 184 185 N101 N102 N103                                               |                                       |
| 06864                                                                                              |      | Alcobendas | Carretera A-1 - El Encinar de los Reyes                               | Carretera de Irún km. 13                   | 151 152C 153 154C 155 156 158 159 161 171 181 182 183 184 185 N101 N102 N103                                           |                                       |
| 06865                                                                                              |      | Madrid     | Avenida de Burgos - Dominicos                                         | Avenida de Santo Domingo de la Calzada Nº1 | 151 152C 153 154C 155 156 157 157C 158 159 161 171 181 182 183 184 185 N101 N102 N103                                  |                                       |
| 50000                                                                                              |      | Madrid     | Avenida de Burgos - Centro financiero                                 | Avenida de Burgos Nº135                    | 151 152C 153 154C 155 156 157 157C 158 159 161 171 181 182 183 184 185 N101 N102 N103                                  |                                       |
| 3602                                                                                               |      | Madrid     | Avenida de Burgos Nº93                                                | Avenida de Burgos km. 10,1                 | 173 174 176 SE833 151 152C 153 154C 155 155B 156 157 157C 159 161 171 181 182 183 184 185 N101 N102 N103               |                                       |
| 3265                                                                                               |      | Madrid     | Avenida de Burgos Nº87 - Paso elevado                                 | Avenida de Burgos Nº87                     | 173 174 176 SE833 151 152C 153 154C 155 155B 156 157 157C 159 161 171 181 182 183 184 185 N101 N102 N103               |                                       |
| 10550                                                                                              |      | Madrid     | Paseo de la Castellana - Hospital La Paz                              | Paseo de la Castellana Nº296               | 151 152C 153 154C 155 155B 156 157 157C 159 161 181 182 183 184 185 191D 193D 194D 195D 196D 197D N101 N102 N103 N104D | Begoña                                |
| Terminal de las expediciones que terminan en la superficie del Intercambiador de Plaza de Castilla |      |            |                                                                       |                                            | |                                       |
| 18074                                                                                              |      | Madrid     | Intercambiador de plaza de Castilla                                   | Paseo de la Castellana Nº195               | Descenso antes de la dársena 42                                                                                        | Plaza de Castilla                     |
| Terminal del itinerario normal                                                                     |      |            |                                                                       |                                            | |                                       |
| 17472                                                                                              |      | Madrid     | Intercambiador de plaza de Castilla                                   | Avenida de Asturias Nº2                    | Descenso en las dársenas 8, 9 y 10                                                                                     | Plaza de Castilla                     |
| Notas: D Sólo permite el descenso de viajeros                                                      |      |            |                                                                       |                                            | |                                       |